# Campionatul European de Volei Feminin din 1971
Campionatul European de Volei Feminin din 1971 a fost a opta ediție a Campionatului European de Volei organizată de CEV. A fost găzduită de Italia din 23 septembrie până în 1 octombrie 1971. Orașele gazdă au fost Reggio Emilia, Gorizia, Imola, Bologna și Modena. La turneu au participat 18 echipe naționale și victoria finală a revenit Uniunii Sovietice pentru a șaptea oară, a patra oară consecutiv. 

## Echipe
| - Anglia - Austria - Bulgaria - Cehoslovacia - Danemarca - Elveția | - Franța - Israel - Italia - Iugoslavia - Țările de Jos - Polonia | - RDG - RFG - România - Suedia - Ungaria - Uniunea Sovietică |

## Componența grupelor
| Grupa A - Suedia - Elveția - Uniunea Sovietică | Grupa B - Austria - Italia - Polonia | Grupa C - Cehoslovacia - Franța - RFG | Grupa D - RDG - Iugoslavia - România | Grupa E - Anglia - Israel - Ungaria | Grupa F - Bulgaria - Danemarca - Țările de Jos |

## Faza preliminară
| Calificare pentru turneul pentru locurile 1-6  |
| Calificare pentru turneul pentru locurile 7-12 |

### Grupa A -Gorizia
| L | Echipa            | P | M | V | Î | SC | SP | Ratio | PP | PÎ  | Ratio |
| - | ----------------- | - | - | - | - | -- | -- | ----- | -- | --- | ----- |
| 1 | Uniunea Sovietică | 4 | 2 | 2 | 0 | 6  | 0  | MAX   | 90 | 14  | 6,429 |
| 2 | Elveția           | 3 | 2 | 1 | 1 | 3  | 4  | 0,750 | 62 | 92  | 0,674 |
| 3 | Suedia            | 2 | 2 | 0 | 2 | 1  | 6  | 0,167 | 54 | 100 | 0,540 |

### Grupa B -Gorizia
| L | Echipa  | P | M | V | Î | SC | SP | Ratio | PP | PÎ | Ratio |
| - | ------- | - | - | - | - | -- | -- | ----- | -- | -- | ----- |
| 1 | Polonia | 4 | 2 | 2 | 0 | 6  | 0  | MAX   | 90 | 23 | 3,913 |
| 2 | Italia  | 3 | 2 | 1 | 1 | 3  | 3  | 1,000 | 66 | 54 | 1,222 |
| 3 | Austria | 2 | 2 | 0 | 2 | 0  | 6  | 0,000 | 11 | 90 | 0,122 |

### Grupa C -Reggio Emilia
| L | Echipa       | P | M | V | Î | SC | SP | Ratio | PP | PÎ  | Ratio |
| - | ------------ | - | - | - | - | -- | -- | ----- | -- | --- | ----- |
| 1 | Cehoslovacia | 4 | 2 | 2 | 0 | 6  | 0  | MAX   | 90 | 20  | 4,500 |
| 2 | RFG          | 3 | 2 | 1 | 1 | 3  | 5  | 0,600 | 77 | 87  | 0,885 |
| 3 | Franța       | 2 | 2 | 0 | 2 | 2  | 6  | 0,333 | 54 | 114 | 0,474 |

### Grupa D -Reggio Emilia
| L | Echipa     | P | M | V | Î | SC | SP | Ratio | PP  | PÎ | Ratio |
| - | ---------- | - | - | - | - | -- | -- | ----- | --- | -- | ----- |
| 1 | RDG        | 4 | 2 | 2 | 0 | 6  | 2  | 3,000 | 112 | 77 | 1,455 |
| 2 | România    | 3 | 2 | 1 | 1 | 5  | 3  | 1,667 | 108 | 77 | 1,403 |
| 3 | Iugoslavia | 2 | 2 | 0 | 2 | 0  | 6  | 0,000 | 24  | 90 | 0,267 |

### Grupa E -Imola
| L | Echipa  | P | M | V | Î | SC | SP | Ratio | PP | PÎ | Ratio |
| - | ------- | - | - | - | - | -- | -- | ----- | -- | -- | ----- |
| 1 | Ungaria | 4 | 2 | 2 | 0 | 6  | 0  | MAX   | 90 | 23 | 3,913 |
| 2 | Israel  | 3 | 2 | 1 | 1 | 3  | 3  | 1,000 | 65 | 57 | 1,140 |
| 3 | Anglia  | 2 | 2 | 0 | 2 | 0  | 6  | 0,000 | 15 | 90 | 0,167 |

### Grupa F -Modena
| L | Echipa        | P | M | V | Î | SC | SP | Ratio | PP | PÎ | Ratio |
| - | ------------- | - | - | - | - | -- | -- | ----- | -- | -- | ----- |
| 1 | Bulgaria      | 4 | 2 | 2 | 0 | 6  | 1  | 6,000 | 99 | 37 | 2,676 |
| 2 | Țările de Jos | 3 | 2 | 1 | 1 | 4  | 3  | 1,333 | 74 | 71 | 1,042 |
| 3 | Danemarca     | 2 | 2 | 0 | 2 | 0  | 6  | 0,000 | 25 | 90 | 0,278 |

## Faza finală

### Grupa pentru locurile 1-6 -Reggio Emilia
| L | Echipa            | P  | M | V | Î | SC | SP | Ratio | PP  | PÎ  | Ratio |
| - | ----------------- | -- | - | - | - | -- | -- | ----- | --- | --- | ----- |
| 1 | Uniunea Sovietică | 10 | 5 | 5 | 0 | 15 | 0  | MAX   | 225 | 92  | 2,446 |
| 2 | Cehoslovacia      | 9  | 5 | 4 | 1 | 12 | 6  | 2,000 | 232 | 200 | 1,160 |
| 3 | Polonia           | 8  | 5 | 3 | 2 | 9  | 8  | 1,125 | 211 | 204 | 1,034 |
| 4 | Bulgaria          | 7  | 5 | 2 | 3 | 8  | 13 | 1,615 | 213 | 275 | 0,775 |
| 5 | Ungaria           | 6  | 5 | 1 | 4 | 6  | 12 | 0,500 | 194 | 234 | 0,829 |
| 6 | RDG               | 5  | 5 | 0 | 5 | 4  | 15 | 0,267 | 192 | 262 | 0,733 |

### Grupa pentru locurile 7-12 -Bologna
| L | Echipa        | P  | M | V | Î | SC | SP | Ratio | PP  | PÎ  | Ratio |
| - | ------------- | -- | - | - | - | -- | -- | ----- | --- | --- | ----- |
| 1 | România       | 10 | 5 | 5 | 0 | 15 | 0  | MAX   | 225 | 70  | 3,214 |
| 2 | Italia        | 9  | 5 | 4 | 1 | 12 | 5  | 2,400 | 212 | 141 | 1,503 |
| 3 | Țările de Jos | 8  | 5 | 3 | 2 | 9  | 8  | 1,125 | 201 | 201 | 1,000 |
| 4 | RFG           | 7  | 5 | 2 | 3 | 9  | 11 | 0,818 | 231 | 249 | 0,927 |
| 5 | Israel        | 6  | 5 | 1 | 4 | 6  | 12 | 0,500 | 170 | 231 | 0,735 |
| 6 | Elveția       | 5  | 5 | 0 | 5 | 0  | 15 | 0,000 | 119 | 225 | 0,528 |

### Grupa pentru locurile 13-18 -Reggio Emilia
| L | Echipa     | P  | M | V | Î | SC | SP | Ratio | PP  | PÎ  | Ratio |
| - | ---------- | -- | - | - | - | -- | -- | ----- | --- | --- | ----- |
| 1 | Franța     | 10 | 5 | 5 | 0 | 15 | 2  | 7,500 | 243 | 117 | 2,077 |
| 2 | Iugoslavia | 9  | 5 | 4 | 1 | 14 | 3  | 4,667 | 241 | 125 | 1,928 |
| 3 | Suedia     | 8  | 5 | 3 | 2 | 9  | 8  | 1,125 | 180 | 193 | 0,933 |
| 4 | Danemarca  | 7  | 5 | 2 | 3 | 7  | 9  | 0,778 | 170 | 206 | 0,825 |
| 5 | Austria    | 6  | 5 | 1 | 4 | 4  | 12 | 0,333 | 136 | 202 | 0,673 |
| 6 | Anglia     | 5  | 5 | 0 | 5 | 0  | 15 | 0,000 | 98  | 225 | 0,436 |

## Clasamentul final
| Loc | Echipă            | Calificare pentru                                                   |
| --- | ----------------- | ------------------------------------------------------------------- |
| 1   | Uniunea Sovietică | Campionatul Mondial de Volei Feminin 1973 Campionatul European 1975 |
| 2   | Cehoslovacia      | Jocurile Olimpice 1972 Campionatul European 1975                    |
| 3   | Polonia           | Campionatul European 1975                                           |
| 4.  | Bulgaria          | Campionatul European 1975                                           |
| 5.  | Ungaria           | Campionatul European 1975                                           |
| 6.  | RDG               |                                                                     |
| 7.  | România           |                                                                     |
| 8.  | Italia            |                                                                     |
| 9.  | Țările de Jos     |                                                                     |
| 10. | RFG               |                                                                     |
| 11. | Israel            |                                                                     |
| 12. | Elveția           |                                                                     |
| 13. | Franța            |                                                                     |
| 14. | Iugoslavia        |                                                                     |
| 15. | Suedia            |                                                                     |
| 16. | Danemarca         |                                                                     |
| 17. | Austria           |                                                                     |
| 18. | Anglia            |                                                                     |

| Campionatul European de Volei feminin din 1971 Uniunea Sovietică Al șaptelea titlu |